# Рытвины Урук
Рытвины Урук (лат. Uruk Sulcus) — светлая вытянутая область на спутнике Юпитера Ганимеде, охватывающая юго-западную границу области Галилея. Считается, что рытвины моложе тёмных областей Ганимеда.
Названы по шумерскому городу Урук, в котором правил легендарный Гильгамеш. Название утверждено МАС в 1979 году.